# Cyklus while-do

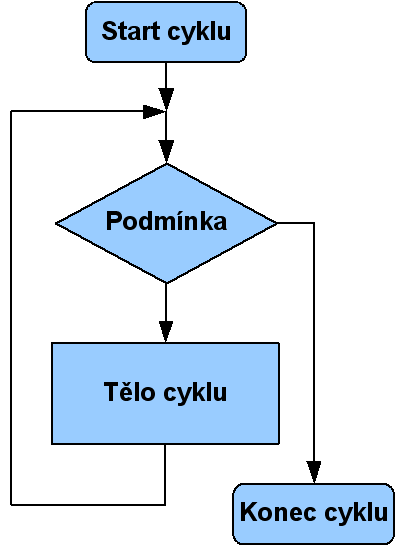
Vývojový diagram cyklu while-do

Cyklus while-do je řídicí struktura počítačového programu a označuje cyklus, který testuje podmínku opakování cyklu vždy na počátku průběhu těla cyklu (srovnej s cyklus do-while), takže pokud zajistíme hned na počátku nesplnění podmínky cyklu, cyklus se ani jednou nevykoná. Počet průchodů cyklem může být nulový, pokud při prvním vykonání cyklu je podmínka neplatná.
Zvláštním případem cyklu while-do je for cyklus.

## Příklady
Všechny tyto programy vypíší čísla od 0 do 2 včetně.

### Příklad vjazyku C
```
int
 
i
 
=
 
0
;

while
 
(
 
i
 
<
 
3
 
)
 
// opakuj, dokud je 'i' menší než 3

{

	
printf
(
"%d
\n
"
,
 
i
);
 
// vypiš proměnou 'i' a konec řádku "\n"

	
i
++
;
 
// k proměnné 'i' přičti 1

}

```

### Příklad vjazyku Pascal
```
i
:=
0
;

while
 
i
<
3
 
do
 
{opakuj, dokud je 'i' menší než 3}

begin

	
writeln
 
(
i
)
;
 
{vypiš proměnnou i a odřádkuj}

	
i
:=
i
+
1
;

end

```

### Příklad vjazyku PHP
```
<?php

$i
=
0
;
 
//nastavíme výchozí hodnotu

while
 
(
$i
<
3
)
 
// opakuj, dokud je 'i' menší než 3

{

	
echo
 
(
$i
);
 
//vypíšeme proměnou "i"

	
$i
++
;
 
//k proměnné "i" přičteme 1

}

?>

```

### Příklad vjazyku Python
```
i
 
=
 
0
         
# nastav výchozí hodnotu proměnné i

while
 
i
 
<
 
3
:
  
# opakuj, dokud je i menší než 3

    
print
(
i
)
  
# vypiš hodnotu i

    
i
 
+=
 
1
    
# k proměnné i přičti 1

```